# 李鑫一
李鑫一（1998年3月13日—），出生於遼寧省朝陽市，中國內地男歌手，為SDT娛樂公司旗下藝人2019年，參加騰訊視頻偶像男團競演養成類真人秀《創造營2019》，初評級以一首《輸了你贏了世界又如何》圈粉無數。同年7月16日以首支單曲《陪我做夢》正式出道。2021年3月4日成立個人工作室。2021年5月29日舉辦第一場巡迴音樂會。

## 經歷
- 原本為一名體育特長生，偶然間發現有歌唱的天賦，便開始轉往音樂方面發展，朝著歌手的夢想而努力。
- 2017年，參加2017快樂男聲沈陽區晉級賽。
- 2019年，參加騰訊視頻偶像男團競演養成類真人秀《創造營2019》，最終獲得第13名。[2]
- 2019年8月31日，參加全球中文音樂榜上榜，得到歌手生涯第一座獎盃。
- 2020年1月，首次登上央視春晚的舞台，表演歌舞《青春的起点》。[3]同年，参加浙江卫视音乐竞技节目《天赐的声音》第一季[4]。
- 2020年3月，根據由你音乐榜2019华语数字音乐年度报告，被選為“年度新人TOP10”，且首張原創EP《李鑫一·One》為“年度原創專輯TOP10”。[5]
- 2021年3月4日，正式成立個人工作室。
- 2021年3月13日，舉辦“李鑫一BLUE HOURS生日音乐会”[6]。
- 2021年5月10日，正式宣布舉行個人第一次巡演「李鑫一X·in巡回音乐会」分別於 5月29日上海〈Mao live house〉、6月27日北京〈疆進酒LiveHouse〉、7月3日南京〈稻香空間LiveHouse〉進行。

## 音樂作品

### 《創造營2019》演唱曲目
| 播出日期      | 期數   | 環節                                 | 曲目                     | 合作學員                                                                                         |
| 2019年4月6日  | 第一期 | 初評級                               | 《就是我》               | 李鑫一、徐珂、代少冬、趙讓                                                                       |
| 2019年4月13日 | 第二期 | 踢館選手battle                       | 《輸了你贏了世界又如何》 | 與張遠《侥幸者》PK                                                                               |
| 2019年4月20日 | 第三期 | 第一次分組公演                       | 《青春紀念冊》           | 李鑫一、余可、王孝辰、畢皓然、楊淘、趙讓                                                         |
| 2019年5月11日 | 第六期 | 第二次公演，專業方向考核舞台分组竞演 | 《你，好不好》           | 李鑫一 (聲樂組點讚王)、俞彬、代少冬、周兆渊、赵泽帆                                              |
| 2019年5月25日 | 第八期 | 第三次公演，原創曲公演               | 《給一個很愛的人》       | 李兰迪、李鑫一、张颜齐、吴季峰、彭楚粤、蒋熠铭、代少冬                                           |
| 2019年6月8日  | 第十期 | 總決賽：分組競演                     | 《赤子》                 | 李鑫一、周震南、焉栩嘉、夏之光、姚琛、翟瀟聞、張顏齊、趙磊、陸思恆、彭楚粵、吳季峰、秦天、段浩男 |
| 2019年6月8日  | 第十期 | 總決賽：聲樂Solo                     | 《崇拜》                 |                                                                                                  |

### 個人單曲
| 發行日期      | 歌曲名稱       | 作詞         | 作曲          | 備註                                       |
| 2019年7月16日 | 《陪我做夢》   | 王雅君       | 623/Lee Eun A | 第一支個人單曲                             |
| 2019年8月20日 | 《就讓我走》   | SuperDADA    | Urban Cla6ix  | 第二支個人單曲                             |
| 2020年7月18日 | 《遍體鱗傷》   | 王雅君       | 李鑫一        | 第三支個人單曲，李鑫一首次擔任製作人之單曲 |
| 2020年9月22日 | 《失序抵抗》   | 楊禹萱、JIHU | JIHU          | 第四支個人單曲，李鑫一首支付費單曲         |
| 2021年3月13日 | 《手背的翅膀》 | 唐恬         | 錢雷          | 第五支個人單曲                             |

### 翻唱單曲
| 發行日期      | 歌曲名稱               | 作詞           | 作曲   | 備註                                                                                |
| 2020年5月3日  | 《月牙灣》             | 易家揚、謝宥慧 | 阿沁   | 原唱為F.I.R. 飛兒樂團，此為經改編後重新演繹之版本，為網易雲音樂「拾忆录」計畫第四彈 |
| 2020年7月30日 | 《親愛的，那不是愛情》 | 方文山         | 周杰倫 | 為TME返场特别企划之「华语金曲：10 20 30」EP14                                       |

### 首張原創EP《李鑫一·One》
| 發行日期       | 歌曲名稱     | 作詞               | 作曲               | 備註             |
| 2019年10月29日 | 《我的你》   | 李鑫一             | 李鑫一             | 第一支單曲       |
| 2019年11月5日  | 《末班地鐵》 | 永彬Ryan.B、李鑫一 | 永彬Ryan.B、李鑫一 | 与永彬Ryan.B合作 |
| 2019年11月14日 | 《第一感》   | 李鑫一             | 李鑫一             | 原创EP主打歌     |

### 影視單曲
| 發行日期       | 歌曲名稱               | 作詞           | 作曲       | 合作演唱者                                                                                           | 備註                             |
| 2019年8月7日   | 《陪你走過》           | 樂問、燕子     | 燕子       | | 電影《全職高手之巔峰榮耀》推廣曲 |
| 2019年9月6日   | 《70》                 | 鲁璐           | 刘鑫磊     | 陈飞宇、张雪迎、周奇、姚弛、张天馨、衡珩、李羽鑫、刘玥含、齐妙、王鑫、王晰傲、杨起帆、杨盛钦、周丛丛 | 電影《決勝時刻》推廣曲           |
| 2019年12月20日 | 《梦她》               | 崔博           | 崔博       | | 网剧《梦回》插曲                 |
| 2020年3月26日  | 《續寫》               | 张寥           | 白鳥       | | 戲劇《三千鴉殺》片尾曲           |
| 2020年6月8日   | 《歲月流年》           | 王旭東、許伯平 | 陳榮樂     | | 網劇《嘉人本色》片尾曲           |
| 2020年6月16日  | 《等》                 | 程恢弘、小令   | 程恢弘     | 曾咏欣                                                                                               | 網劇《嘉人本色》插曲             |
| 2020年9月15日  | 《你好嗎》             | 徐成、蒋柽     | 刘凤瑶     | | 網劇《初恋了那么多年》插曲       |
| 2020年11月8日  | 《一花一劍》           | 王曉倩、申名利 | 楊秉音     | | 《天官賜福》插曲                 |
| 2020年12月17日 | 《在沒你的世界》       | 张禄籴         | 张禄籴     | | 網劇《百歲之好，一言為定》插曲   |
| 2021年1月20日  | 《對你多好，離我多遠》 | 潤土、藍啟爾   | 陳敬瑋_Wee | 左卓                                                                                                 | 《奶爸當家》插曲                 |
| 2021年2月3日   | 《雪秋之戀》           | 楊亦           | 楊亦       | | 戲劇《風起霓裳》插曲             |
| 2021年2月17日  | 《秋离》               | 宜寶           | 脫景麟     | | 戲劇《赘婿》插曲                 |
| 2021年3月7日   | 《怎麼辦呀》           | 夏飛           | 徐磊       | | 戲劇《生活万岁》插曲             |
| 2021年3月31日  | 《燃盡青春》           | 李鑫一、姚欣岑 | MUXO       | | 動畫《左手上籃》主題曲           |

### 合作歌曲
| 發行日期       | 歌曲名稱                     | 作詞                                         | 作曲           | 備註                                    |
| 2019年12月12日 | 《我不要一個人在樓道裡唱歌》 | 吳克群、陸思恆、李鑫一、高嘉朗、張遠、彭楚粵 | 吳克群、江鎮宇 | 與張遠、高嘉朗、陸思恒、彭楚粵 一同演唱 |

### 公益歌曲
| 發行日期      | 歌曲名稱           | 作詞            | 作曲              | 備註                                                                    |
| 2020年3月2日  | 《無名的你》       | 高嘉朗、 杨仑昊 | 高嘉朗、 JamesLee | 抗疫歌曲                                                                |
| 2020年3月10日 | 《同舟共济》       | 乐贤            | 李亚洲            | 抗疫歌曲，與孫耀威、彭家丽、郭靜、多亮、汪晨蕊、彭远扬、李娅莎 一同演唱 |
| 2020年5月12日 | 《我的世界我的爱》 | 边疆、丁于      | 丁于              | 公益歌曲                                                                |
| 2021年1月8日  | 《我和我的戰機》   |                 |                   | 空軍飛行戰歌徵集活動一等獎歌曲                                          |
| 2021年6月21日 | 《中華的力量》     | 于湉            | 于湉、金大洲      | 建党百年献礼歌曲                                                        |

## 節目演出

### 綜藝節目
| 播出日期               | 播出平台     | 節目名稱               | 內容                                                                             |
| 2017年                 |              | 2017快樂男聲           | 演唱《背對背擁抱》；沈陽站                                                       |
| 2019年11月13日至6月8日 | 腾讯视频     | 創造營2019             | 總決賽第13名                                                                     |
| 2019年4月6日至12月9日  |              | 探索青年寻狼记         | 探险科考类微综艺真人秀                                                           |
| 2019年12月13日         | 湖南衛視     | 嗨唱轉起來             | 演唱《情深深雨蒙蒙》《拯救》                                                     |
| 2020年1月4日           | CCTV-3       | 直通春晚               | 與張遠合唱《时间都去哪儿了》                                                     |
| 2020年1月19日          | CCTV-3       | 直通春晚               | 與馬思純合唱《風吹麥浪》                                                         |
| 2020年3月14日          | 浙江衛視     | 天賜的聲音             | 與劉惜君合唱《想見你想見你想見你》+《Someday or one day》、韓雪合唱《涼涼》      |
| 2020年5月16日          | 浙江衛視     | 天賜的聲音             | 演唱《红蜻蜓》、《爱》、《No fear in my heart》                                  |
| 2020年7月16日至8月6日  | 騰訊視頻     | 超新星運動會 第3季     | 熱血賽區，參加項目: 團體三項賽、男子50米短跑、男子射箭、男子3v3籃球              |
| 2020年7月31日          | CCTV-15      | 一起音樂吧             | 演唱《依然愛你》、《兒時》、《你曾是少年》                                       |
| 2020年8月14日至8月16日 | 騰訊視頻直播 | 超新星運動會 第3季     | 參加項目: 拔河(銅牌)、男子50米短跑(預賽第八)、男子3v3籃球                        |
| 2020年9月17日          | CCTV-15      | 乐享汇“最美新声”演唱会 | 演唱《第一感》、《月牙灣》、《修練愛情》、《記得》、《普通朋友》、《最美的太陽》 |
| 2020年9月17日至11月7日 | 騰訊視頻     | 超级企鹅联盟           | 藍朋友隊                                                                         |
| 2020年10月24日         | CCTV-3       | TOP榮耀時刻            | 演唱《月牙灣》、《陪我做夢》                                                     |
| 2020年1月8日           | 湖南衛視     | 嗨唱轉起來             | 演唱《我們的愛》《不見不散》                                                     |
| 2021年3月12日          | 浙江衛視     | 天賜的聲音             | 與黃齡合唱《恰好》                                                               |
| 2022年                 | 騰訊視頻     | 閃亮的日子             | 紀錄明星的生活 嘉賓身分                                                          |

### 演出
| 播出日期       | 播出平台 | 節目名稱                           | 內容                                                   |
| 2020年1月24日  | 央視     | 2020年中央廣播電視總台春節聯歡晚會 | 歌舞《青春的起點》與羅志祥、王嘉爾、易烊千璽等一同演出 |
| 2020年1月25日  | 湖南衛視 | 2020湖南卫视全球華僑华人春晚       | 歌曲《幸福是奋斗出来的》與宁桓宇、于湉、张阳阳一同演出 |
| 2020年12月31日 | 湖南衛視 | 湖南卫视跨年演唱会                 | 歌曲《和未來有約》                                     |

## 獲獎經歷
| 年份   | 名稱                 | 獎項                                   |
| 2019年 | 全球中文音樂榜上榜   | 《陪我做夢》榮獲周冠军                 |
| 2019年 | 由你音樂榜           | 【年度新人TOP10】【年度原创专辑TOP10】 |
| 2020年 | 亚洲音乐盛典         | 【年度飞跃男艺人】                     |
| 2020年 | 流行音樂全金榜       | 【年度最佳新人 銀獎】                  |
| 2021年 | 2020酷狗直播年度盛典 | 【人气爆灯歌手】                       |

## 資料來源
1. ↑  . 2020-05-10. （原始内容存档于2021-07-12）.
2. ↑  . 中國娛樂網. 2019-04-16  [2021-04-12]. （原始内容存档于2021-04-12）.
3. ↑  . YouTube. 2020-01-25  [2020-04-12]. （原始内容存档于2021-02-11）.
4. ↑  靖强 (编). . 中国青年网. 2020-03-13  [2021-04-12]. （原始内容存档于2021-04-12）.
5. ↑  . 看點快報. 2020-03-24  [2020-04-12]. （原始内容存档于2020-04-12）.
6. ↑  庄自修. . 搜狐娱乐 (搜狐). 2021-03-14  [2021-04-12]. （原始内容存档于2021-04-12）.